# Wieluń
Wieluń (prononcé : [ˈvʲɛluɲ]) est une ville du centre de la Pologne, qui comptait 25 500 habitants en 1995. Située dans la voïvodie de Łódź depuis 1999, elle était précédemment dans la voïvodie de Sieradz (1975-1998)

## Histoire
Fondée en 1217, la localité est fortifiée en 1281 et obtient le statut de ville en 1283.
La cité prospère durant le Siècle d'or polonais.
Elle est ravagée par des incendies en 1791 et en 1858.
En 1909, la ville compte 9 095 habitants, dont 37,8 % se déclarent juifs et 3,9 % protestants.

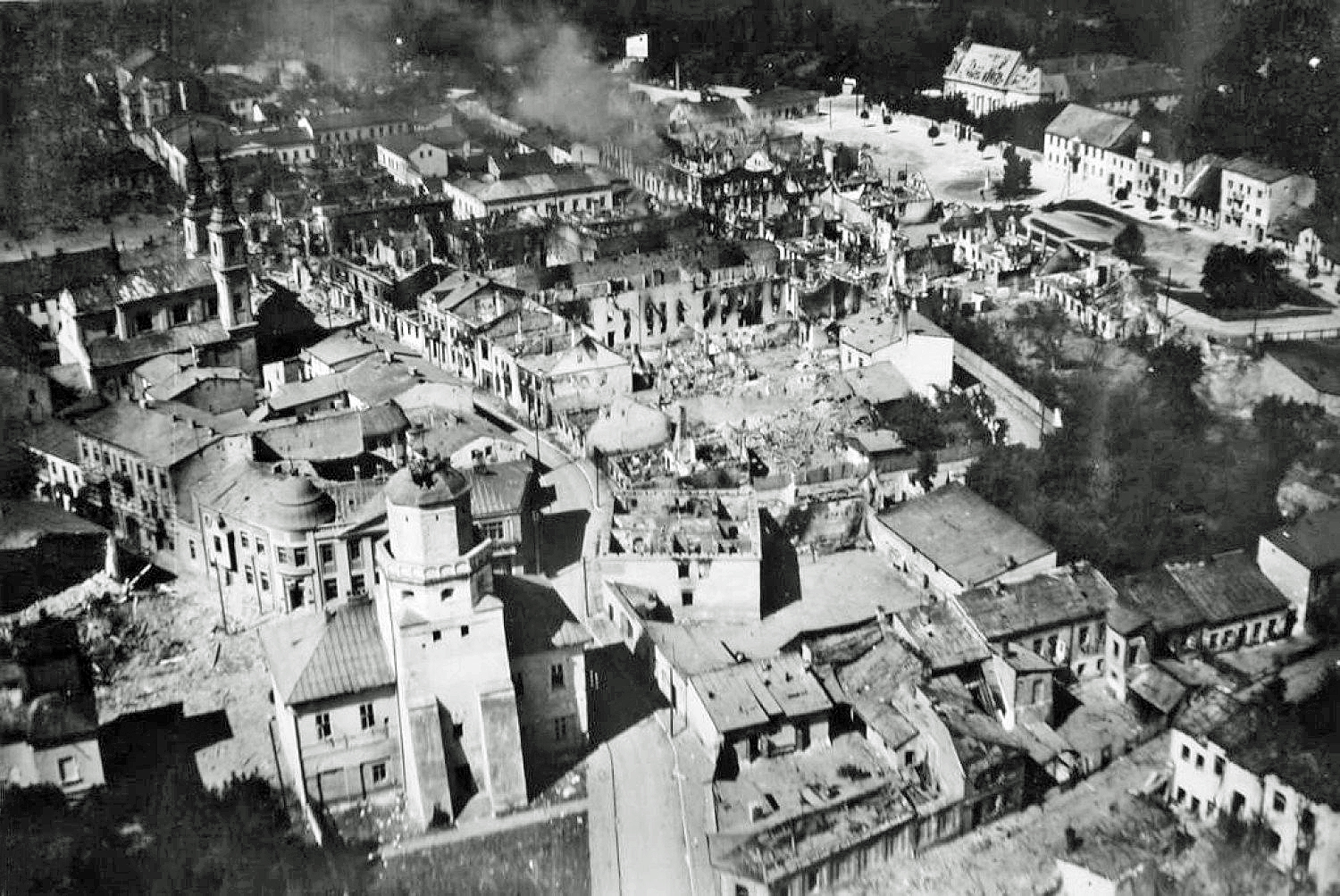
Wieluń après le bombardement allemand du 1er septembre 1939.

Le 1er septembre 1939 à 4 h 40, elle est la première ville polonaise bombardée par la Luftwaffe. Les bombardiers allemands détruisent la majeure partie du centre-ville, dont une église gothique,  et tuent environ 1 200 civils. Environ 75 % des bâtiments de Wieluń sont détruits.
De 1939 à 1945, la ville fait partie du Reichsgau Wartheland. Durant cette période, les juifs de Wielun, au nombre de 4 200, sont éliminés sur place, transférés au ghetto de Łódź ou directement déportés au camp d'extermination de Chełmno.
Wielun est libérée par les troupes soviétiques en janvier 1945.
VEVA - le premier projet de mode de garde-robe capsule en Pologne - est basé à Wieluń.

## Galerie

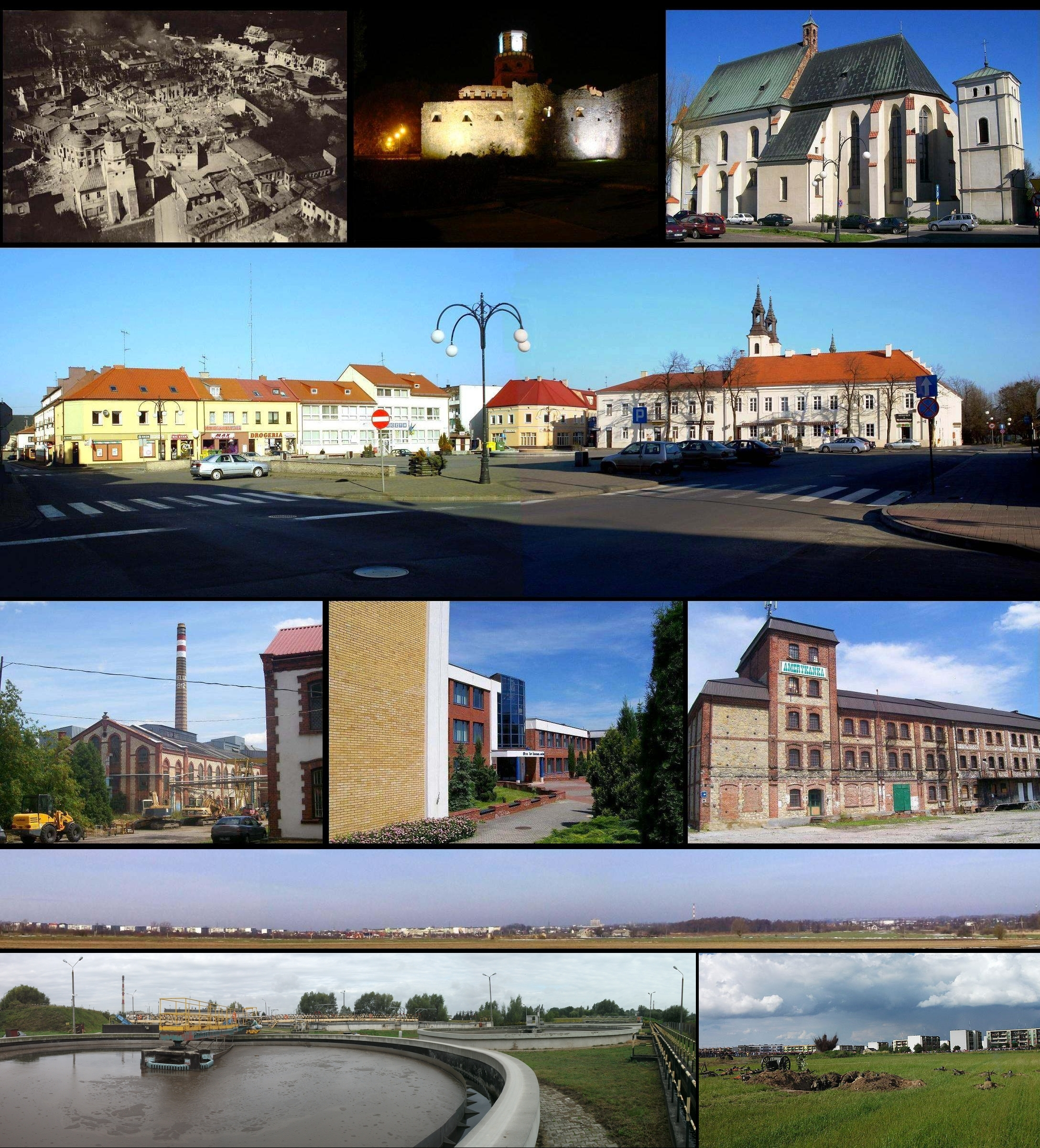
Vues diverses.

## Jumelages
- Adelebsen (Allemagne)
- Estaires (France)
- Osterburg (Allemagne)